# Анновский сельсовет (Башкортостан)
Анновский сельсовет — муниципальное образование в Белебеевском районе Башкортостана.

## История
В 1982 году из сельсовета была исключена деревня Малобелебейка, включённая в состав города Белебей.
Согласно «Закону о границах, статусе и административных центрах муниципальных образований в Республике Башкортостан» имеет статус сельского поселения.

## Население
| 2002 | 2009 | 2010 | 2012 | 2013 | 2014 | 2015 |
| ---- | ---- | ---- | ---- | ---- | ---- | ---- |
| 821  | ↗909 | ↘899 | ↘881 | ↗897 | ↗899 | ↘897 |
| 2016 | 2017 |      |      |      |      |      |
| ↘873 | ↘841 |      |      |      |      |      |

## Состав сельского поселения
| № | Населённый пункт | Тип населённого пункта       | Население |
| - | ---------------- | ---------------------------- | --------- |
| 1 | Анновка          | село, административный центр | ↘325      |
| 2 | Илькино          | деревня                      | ↗417      |
| 3 | Чеганлы          | деревня                      | ↘148      |
| 4 | Красноречка      | деревня                      | ↘5        |
| 5 | Орловка          | деревня                      | ↗4        |